# J.F. Steffensen
Johan Frederik Steffensen (28. februar 1873 i København – 20. december 1961 i Hellerup) var en dansk matematiker, aktuar, administrerende direktør og professor ved Københavns Universitet.

## Karriere
Steffensen var søn af generalauditør H.C. Steffensen og hustru født Smith. Han blev student fra Metropolitanskolen i 1890 og gav sig herefter til at studere jura ved Københavns Universitet, hvor han blev cand. jur. i 1896.
Fra skoletiden havde Steffensen stor interesse for matematik og han fortsatte sideløbende med jurastudiet sin videre matematiske uddannelse. I 1912 erhvervede han doktorgraden (dr. phil.) for en matematisk afhandling (disputats) med titlen Analytiske Studier med Anvendelser på Taltheorien. 
Efter forskellige ansættelser som jurist i forsikringsselskaber, tog Steffensen i 1914 imod et tilbud om at blive administrerende direktør i livsforsikringsselskabet Tryg, hvilket han var til 1917. Han var desuden bestyrelsesformand i Statsanstalten for Livsforsikring.
Hans år med ansættelser i forbindelse med praktisk forsikringsvirksomhed blev imidlertid meget hårde, og han blev udsat for omfattende kritik og angreb. Steffensen var først og fremmest videnskabsmand, og lykkeligvis blev han i 1919 udnævnt til docent i forsikringsmatematik ved Københavns Universitet. Docenturet blev i 1923 omdannet til et professorat i forsikringsmatematik, hvori han virkede frem til pensionering i 1943.
Steffensen skrev et meget stort antal både rent matematiske og forsikringstekniske afhandlinger, og han var i årene 1918-1948 dansk redaktør af Skandinavisk Aktuarietidskrift. Til undervisningen af de aktuarstuderende skrev han flere lærebøger af stor betydning for udviklingen af aktuarvidenskaben i Danmark på et fast matematisk grundlag.

## Tillidshverv
Steffensen var formand for bestyrelsen for Matematisk Forening 1930-36 og for Foreningen af danske Aktuarer 1922-24 og 1930-33; æresmedlem af Den Danske Aktuarforening, af Matematisk Forening, af Svenska Aktuarieforeningen, af Institute of Actuaries i London, af Royal Statistical Society i London og af den Czechoslovakiske Statistiske Forening; formand for Centralforeningen af Lærere ved Universitetet, den polytekniske Læreanstalt, den kgl. Veterinær- og Landbohøjskole og den farmaceutiske Læreanstalt 1927-33; medlem af Livsforsikringsnævnet 1926-29; medlem af bestyrelsen for Statsanstalten for Livsforsikring 1929-51 (formand 1941-51), for Reassurance-Compagniet Salamandra fra 1930 og for Genforsikrings Aktieselskabet Rossia fra 1950.
J.F. Steffensen blev Ridder af Dannebrog 1930, Dannebrogsmand 1938, og Kommandør af 2. grad i 1946.
Han er begravet på Ordrup Kirkegård.